# 大西洋海岸平野

大西洋海岸平野はマサチューセッツ州、ロードアイランド州、ニューヨーク州, ニュージャージー州, ペンシルベニア州, デラウェア州, メリーランド州、ワシントンD.C.、バージニア州、ノースカロライナ州、サウスカロライナ州、ジョージア州、フロリダ州の一部を覆っている（アラバマ州はメキシコ湾海岸平野の一部である）。

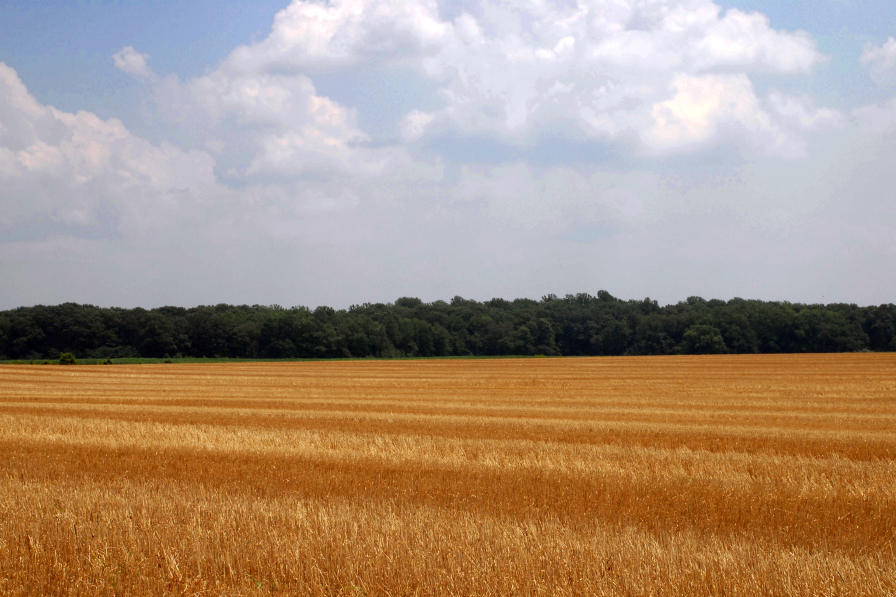
メリーランド州の東海岸にあるセンタービル付近の小麦畑。大西洋海岸平野の典型的な平坦地

大西洋海岸平野または大西洋岸平原（英: Atlantic coastal plain）はアメリカ合衆国東海岸に沿った起伏の小さい土地を指す自然地理学的な地域である。ニューヨーク湾曲部から南へ東部北アメリカ大陸分水嶺のジョージア州/フロリダ州セクションまで2,200マイル (3,500 km)に亘って延びており、東部北アメリカ大陸分水嶺はこの平野をメキシコ湾海岸平野のACF河川盆地から西に分割している。この地区は、西は大西洋沿岸滝線とピードモント台地によって、東は大西洋によって、そして南はフロリダ地形区によって区切られている。アウターランズ諸島地域は、島による大西洋海岸平野のさらなる北東への延長をなしている。
この地域の平均標高は900メートル以下で、大西洋から50から100キロメートル内陸まで広がっている。 この海岸平野は通常湿っており、多くの河川、沼、沼地を含んでいる。 北アメリカのこの地域には山はない。 主に堆積岩と続成作用を受けた堆積物からできており、主に農業に利用されている。この地域はEmbayed地形区とSea Island地形区と、アメリカ合衆国中部大西洋岸、アメリカ合衆国南部大西洋岸の海岸平野に細分される。